# Měřítko TT

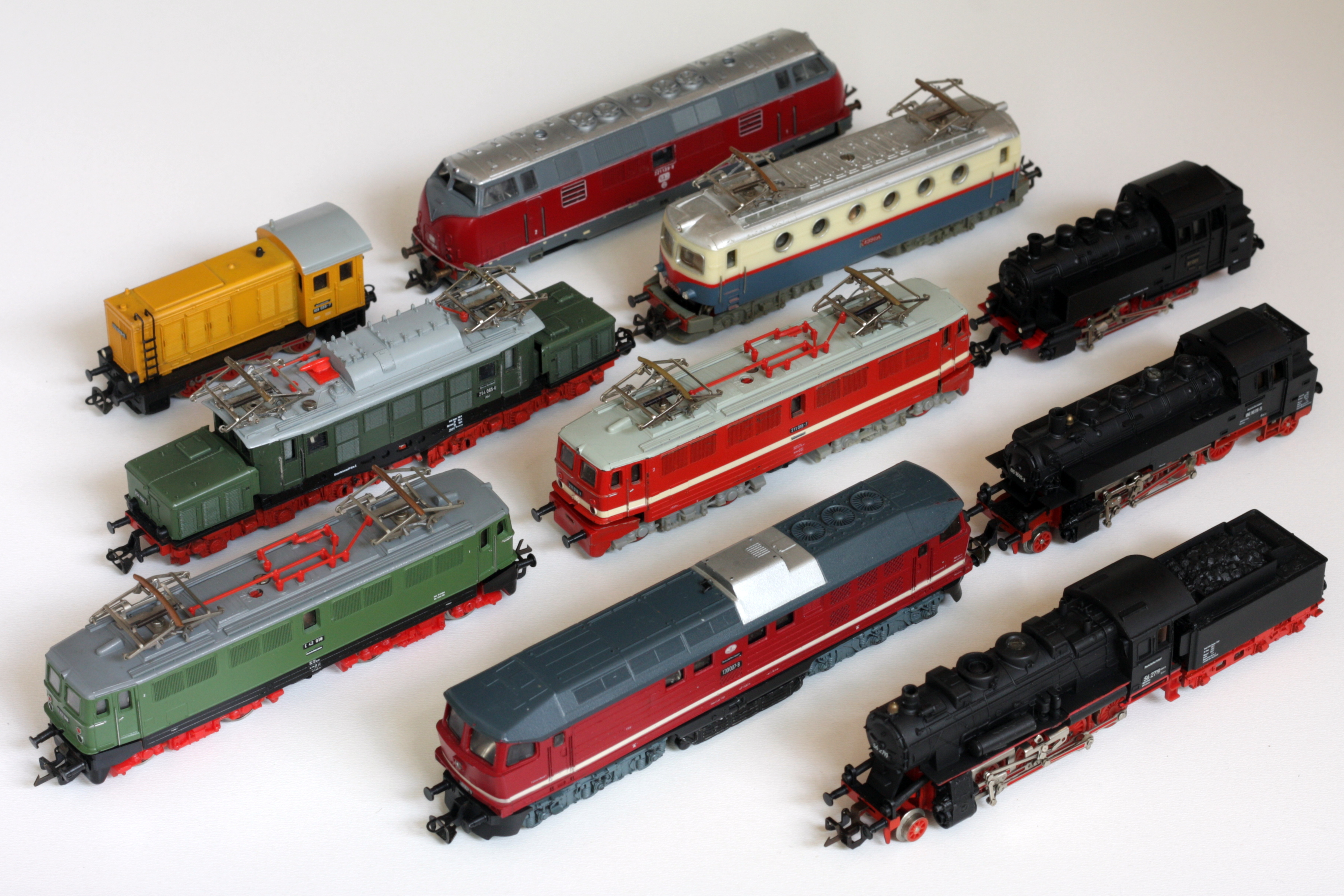
.Modely lokomotiv v měřítku TT

TT je velikost modelové železnice pro modely zmenšené v měřítku 1:120. Standardní rozchod reálné železnice 1435 mm je zde zmenšen na 12 mm.
Poprvé byla uvedena v USA ve 40. letech 20. století. Po druhé světové válce zmenšování modelů pokračovalo a vznikla tak měřítka N 1:160 a Z 1:220.

## Parametry
TT je zkratka z anglického table top, čili v překladu deska stolu. Měřítko vzniklo ve Spojených státech amerických ve 40. letech 20. století. Jak název napovídá, účelem tohoto měřítka bylo sestavit a provozovat modelovou železnici na stole. Jedná se o menší měřítko nežli H0, ale stále vhodné pro dostatečné zobrazení detailů. 
Je to populární modelová velikost ve střední Evropě (zejména v Německu) a Rusku.
Měřítko 1:120 není striktní, kvůli např. funkčnosti modelů bývá upravováno.